# Jennings (Familienname)
Jennings ist ein englischer Familienname.

## Namensträger
- Alex Jennings (* 1957), britischer Schauspieler
- Amanda Jennings (* 1973), britische Schriftstellerin
- Andrew Jennings (Journalist) (1943–2022), britischer Journalist
- Andrew Jennings (Manager) (* um 1948), britischer Manager
- Asa Jennings (1877–1933), US-amerikanischer Pastor und Philanthrop
- Bill Jennings (Eishockeyspieler) (1917–1999), kanadischer Eishockeyspieler
- Bill Jennings (Musiker) (1919–1978), US-amerikanischer Gitarrist
- Brandon Jennings (* 1989), US-amerikanischer Basketballspieler
- Brent Jennings (* 1951), US-amerikanischer Schauspieler
- Brian Jennings (1958–2015), US-amerikanischer Spezialeffektkünstler
- Bruce Jennings (Rennfahrer) (1926–1997), US-amerikanischer Autorennfahrer
- Bruce Jennings (Skispringer) (* 1948), US-amerikanischer Skispringer
- Bryant Jennings (* 1984), US-amerikanischer Boxer
- Cameron Jennings (* 1979), australischer Radrennfahrer
- Carin Jennings-Gabarra (* 1965), US-amerikanische Fußballspielerin
- Carolyn Jennings (Komponistin) (* 1936), US-amerikanische Komponistin
- Carolyn Jennings (Schauspielerin), US-amerikanische Schauspielerin und Model
- Casey Jennings (* 1975), US-amerikanischer Beachvolleyballspieler
- Chris Jennings (* 1978), kanadischer Jazzmusiker
- Christopher Jennings (* 1991), südafrikanischer Radrennfahrer
- Claudia Jennings (1949–1979), US-amerikanisches Model und Schauspielerin
- Dale Jennings (* 1992), englischer Fußballspieler
- Dave Jennings († 2013), US-amerikanischer American-Football-Spieler
- David Jennings (Politiker) (1787–1834), US-amerikanischer Politiker
- David Jennings (Bischof) (* 1944), englischer Geistlicher, Bischof von Warrington
- David Jennings (Komponist) (* 1972), englischer Komponist
- David Pittman-Jennings (* 1946), US-amerikanischer Opernsänger (Bassbariton)
- Devereaux Jennings (Skirennläufer) (Harold Devereaux Jennings; 1924–2000), US-amerikanischer Skirennläufer
- Devereaux Jennings (Kameramann) (Joseph Devereaux Jennings; 1884–1952), US-amerikanischer Kameramann und Spezialeffektkünstler
- DeWitt Jennings (1871–1937), US-amerikanischer Schauspieler
- Edward Jennings (1898–1975), US-amerikanischer Ruderer
- Elizabeth Jennings (1926–2001), britische Dichterin
- Erica Quinn Jennings (* 1980), irisch-litauische Sängerin
- Francis Jennings (1918–2000), US-amerikanischer Historiker
- Gabrielle Jennings (* 1998), US-amerikanische Hindernisläuferin
- Garth Jennings (* 1972), britischer Filmregisseur, siehe Hammer & Tongs
- Gary Jennings (1928–1999), US-amerikanischer Schriftsteller
- Gordon Jennings (1896–1953), US-amerikanischer Tricktechniker und Kameramann
- Grant Jennings (* 1965), kanadischer Eishockeyspieler
- Greg Jennings (* 1983), US-amerikanischer Footballspieler
- Hargrave Jennings (1817–1890), britischer Freimaurer, Rosenkreuzer und Autor
- Henry Jennings († 1745), britischer Freibeuter
- Herbert Spencer Jennings  (1868–1947), US-amerikanischer Zoologe
- Hilde Jennings (1906–?), deutsche Schauspielerin
- Howard R. Jennings (* ~1940), walisischer Badmintonspieler
- Hughie Jennings (1869–1928), US-amerikanischer Baseballspieler
- Humphrey Jennings (1907–1950), britischer Filmemacher, Maler und Dichter
- Ivor Jennings (1903–1965), britischer Rechtsanwalt und Verfassungsrechtler
- Izaiah Jennings (* 1998), US-amerikanischer Fußballspieler
- James Jennings (* 1987), englischer Fußballspieler
- Jauan Jennings (* 1997), US-amerikanischer American-Football-Spieler
- Jazz Jennings (* 2000), US-amerikanische LGBT-Aktivistin
- Jerome Jennings (* 1980), US-amerikanischer Jazzmusiker
- John Jennings (Admiral) (1664–1743), britischer Admiral
- John Jennings (Politiker) (1880–1956), US-amerikanischer Politiker (Tennessee)
- John Jennings (Musiker) (1953–2015), US-amerikanischer Gitarrist und Musikproduzent
- John D. Jennings (1920–1992), US-amerikanischer Zahnarzt und Filmproduzent
- Jonathan Jennings (1784–1834), US-amerikanischer Politiker
- Joseph Newell Jennings (1916–1984), britisch-australischer Geomorphologe
- Joseph R. Jennings (1921–2015), Szenenbildner und Artdirector
- Kate Jennings Grant (* 1970), US-amerikanische Schauspielerin
- Kathy Jennings, US-amerikanische Juristin und Politikerin
- Keith Jennings (* 1968), US-amerikanischer Basketballtrainer und -spieler
- Ken Jennings (* 1974), US-amerikanischer Spielshowteilnehmer
- Kerri Walsh Jennings (* 1978), US-amerikanische Beachvolleyballspielerin
- Lyfe Jennings (Chester Jennings Lyfe; * 1978), US-amerikanischer Sänger und Rapper
- Lynn Jennings (* 1960), US-amerikanische Leichtathletin
- M. Kent Jennings (* 1934), US-amerikanischer Politikwissenschaftler
- Mason Jennings (* 1975), US-amerikanischer Singer-Songwriter
- Nicholas Jennings (* 1966), britischer Informatiker
- Pat Jennings (* 1945), nordirischer Fußballtorhüter
- Patrick Jennings (1831–1897), australischer Politiker und Premier von New South Wales
- Peter Jennings (1938–2005), kanadischer Nachrichtensprecher
- Robert Yewdall Jennings (1913–2004), britischer Jurist und Richter
- Samantha Jennings, australische Filmproduzentin
- Shane Jennings (* 1981), irischer Rugby-Union-Spieler
- Shooter Jennings (* 1979), US-amerikanischer Sänger
- Shyla Jennings (* 1989), US-amerikanische Pornodarstellerin
- Sindee Jennings (* 1986), US-amerikanische Pornodarstellerin
- Sinéad Jennings (* 1976), irische Ruderin, siehe Sinéad Lynch
- Talbot Jennings (1894–1985), US-amerikanischer Drehbuchautor
- Terrence Jennings (* 1986), US-amerikanischer Taekwondoin
- Terry Jennings (1940–1981), US-amerikanischer Komponist
- Theodore W. Jennings (1942–2020), US-amerikanischer Theologe und Autor
- Timothy R. Jennings (* 1961), US-amerikanischer Psychiater, Klinikchef und Autor
- Tom Jennings (* 1955), US-amerikanischer Künstler und Techniker
- Toni Jennings (* 1949), US-amerikanische Politikerin
- Walter G. Jennings (1922–2012), US-amerikanischer Chemiker und Hochschullehrer
- Waylon Jennings (1937–2002), US-amerikanischer Sänger
- Will Jennings (1944–2024), US-amerikanischer Songwriter
- William Pat Jennings (1919–1994), US-amerikanischer Politiker (Virginia)
- William Sherman Jennings (1863–1920), US-amerikanischer Politiker (Florida)